# Дерби (Колорадо)
Дерби (енгл. Derby) насељено је место без административног статуса у америчкој савезној држави Колорадо.

## Демографија
По попису из 2010. године број становника је 7.685, што је 1.262 (19,6%) становника више него 2000. године.
| Група             | 2000.         | 2010.         |
| Белци             | 3.045 (47,4%) | 2.526 (32,9%) |
| Афроамериканци    | 98 (1,5%)     | 84 (1,1%)     |
| Азијати           | 56 (0,9%)     | 44 (0,6%)     |
| Хиспаноамериканци | 3.036 (47,3%) | 4.932 (64,2%) |
| Укупно            | 6.423         | 7.685         |